# 贺业方
贺业方（1986年3月—），山东烟台人，中华人民共和国政治人物。曾任中共穆棱市委书记，现任中共牡丹江市委副书记。
2004年4月，还在辽宁省沈阳市东北育才学校高中部三年级学习的贺业方就加入了中国共产党。当年7月，他考入清华大学化学工程系学习。期间，他还在经济管理学院攻读经济学第二学士学位。2008年，贺业方继续攻读化学工程与技术专业研究生。研究生毕业后，贺业方留校工作，任清华大学招生办公室教师、主任助理。2012年12月，任清华大学招生办公室副主任，明确为副处级。期间，2011年8月至2012年11月，他挂职担任哈尔滨水务投资有限责任公司董事长助理、办公室主任。
2013年5月，贺业方来到哈尔滨工作，任市水务局水政水资源处副处长。2014年7月，任哈尔滨水务投资集团有限公司办公室主任。2015年8月，出任通河县副县长，明确为正处级。2016年11月，兼任通河县委常委。2018年10月，升任通河县委副书记。11月，出任通河县县长。2019年，贺业方在中央党校中青班三班学习。期间，他在《学习时报》上发表《中青年干部要经常自问“入党为什么当官干什么身后留什么”》一文，文章受到广泛转载。
| 教育職務       | 教育職務                                     | 教育職務 |
| -------------- | -------------------------------------------- | -------- |
| 前任： 关健    | 哈尔滨音乐学院党委书记 2025年7月－           | 現任     |
| 中国共产党职务 |                                              |          |
| 前任： 空缺    | 牡丹江市市委专职副书记 2022年12月－2025年7月 | 現任     |